# Stora göl (Blackstads socken, Småland)
Stora göl är en sjö i Västerviks kommun i Småland och ingår i Botorpsströmmens huvudavrinningsområde.